# Nicolás Fedor
Nicolás Ladislao Fedor Flores, conegut com a Miku, (Caracas, Veneçuela, 19 d'agost de 1985), és un futbolista veneçolà que juga com a davanter al Metropolitanos FC.
Fill de família hongaresa emigrant, que va abandonar la seva pàtria després de la Segona Guerra Mundial, va jugar des de juny de 1989 fins al juny de 2001 a l'equip de futbol de la seva escola Sant Tomàs de Villanueva a Caracas. El seu sobrenom "Miku" prové d'una derivació del seu nom en hongarès, Miklós.

## Carrera esportiva

### Gimnàstic de Tarragona
L'agost de 2007 va ser cedit al Gimnàstic de Tarragona i li van assignar la samarreta amb el número 9. Va sortir com a titular en el seu debut amb el Gimnàstic a la segona divisió el 26 d'agost de 2007 contra el Deportivo Alavés amb victòria del seu equip 2-0, disputant els 90 minuts i rebent una targeta groga.
En total a la Copa del Rei de futbol 2007-08 hi va disputar un partit (de titular), jugant 90 minuts, rebent 1 targeta groga, i el seu equip eliminat en la segona ronda. Va disputar i guanyar la final de la Copa Catalunya contra el Futbol Club Barcelona amb victòria del seu equip 2-1, disputant 34 minuts entrant des de la banqueta.
L'11 de novembre de 2007 va marcar el seu primer gol contra el Racing Club de Ferrol amb victòria del seu equip 2-0, disputant els 90 minuts.
El 26 d'abril de 2008 va marcar el seu segon gol contra el Celta de Vigo donant-li la victòria 2-1 al minut 87 després d'entrar des de la banqueta al minut 67, va ser una jugada impossible, arribant fins a la línia de córner disparant sense angle i el seu xut va tocar el just en el pal per colar-se a la porteria.
En total a la Segona divisió espanyola 2007/08 hi va disputar 29 partits, 21 de titular, jugant 1.785 minuts marcant 2 gols i rebent 5 targetes grogues.
Miku fou fitxat del València CF de la Primera divisió espanyola, equip que jugaria la pròxima temporada la Copa de la UEFA, però el conjunt "Ché" no ho té en els plans per a la nova campanya i busquen cedir-lo a préstec, a algun equip de segona o primera divisió. Durant tot el mes de juliol el veneçolà va jugar partits de pretemporada amb el València CF, després d'aquest temps es van analitzar les propostes i el jugador va tenir nou equip, UD Salamanca, havent equips interessats com l'Hèrcules CF de segona i el CD Numancia acabat d'ascendir a primera.